# Per Nørgård
Per Nørgård (13. července 1932 Gentofte – 28. května 2025 Kodaň) byl dánský hudební skladatel.

## Život
Narodil se v dánském Gentofte. Studoval u Vagna Holmboe na Královské dánské hudební akademii v Kodani a pak u Nadii Boulanger v Paříži.
V začátcích byl silně ovlivněn severským stylem Jeana Sibelia, Carla Nielsena a Vagna Holmboe. V 60. letech 20. století začal zkoumat moderní techniky centrální Evropy a nakonec vyvinul serialistický kompoziční systém, založený na „nekonečných úsecích“, který pak použil v díle Voyage into the Golden Screen, ve své druhé a třetí symfonii, díle I ching a dalších pracích konce šedestátých a také v sedmdesátých letech. Později jej zaujal švýcarský malíř Art brut Adolf Wölfli, který inspiroval mnoho Nørgårdových prací, včetně jeho Čtvrté symfonie, opery Det Guddommelige Tivoli nebo díla Papalagi pro sólovou kytaru
Nørgård skomponoval díla všech hlavních žánrů: šest oper, dva balety, osm symfonii a jiné kusy pro orchestr, několik koncertů, chorálové a vokální díla, mimořádně velké množství komorních skladeb (včetně deseti smyčcových kvartetů) a několik prací pro sólové nástroje. Skladby pro sólové nástroje obnášejí množství skladeb pro kytaru, většinou psané pro dánského kytaristu Erlinga Møldrupa: In Memory Of... (1978), Papalagi (1981), série suit nazvaná Tales from a Hand (1985–2001), Early Morn (1997–98) a Rondino Amorino (1999).
Jedním z jeho nejdůležitějších děl pro sólové perkuse je I ching pro dáského perkusionistu Gerta Mortensena. Také složil hudbu k několika filmům, jako například The Red Cloak (1966), Babettina hostina (Babettes gæstebud) (1987) nebo Hamlet, princ dánský (1993).
Skladatelovou Osmou symfonii uvedl ve finském Helsinském hudebním centru finská Helsinská filharmonie s dirigentem Johnem Storgårdsem. Heikki Valska z Finského rozhlasu symfonii popsal jako „velmi světlou a lyrickou“ a také „přístupnou“. na své premiéře byla dobře přijata publikem.
Byl také plodným autorem. Napsal mnoho článků, které se zabývají hudbou z technického nebo z filozofického hlediska.[zdroj?]

## Ocenění
- 1974: Hudební cena Severské rady (udělovaná Severskou radou), za jeho operu Gilgameš
- 1996: Hudební cena Léonie Sonning